# Uszályos fényseregély
Az uszályos fényseregély vagy Rüppell hosszú farkú seregély (Lamprotornis purpuropterus vagy Lamprotornis purpuroptera)  a madarak osztályának verébalakúak (Passeriformes) rendjébe és a seregélyfélék (Sturnidae) családjába tartozó faj.

## Előfordulása
Kelet-Afrikában, Szudán, Dél-Szudán, Etiópia, Szomália, Uganda, Ruanda, Burundi, Kenya, Tanzánia és a Kongói Demokratikus Köztársaság területén honos.
Nyílt szavannák, bozótos és erdős területek madara, olykor a mezőgazdasági területeken is megjelenik.

## Alfajai
- Lamprotornis purpuropterus purpuropterus
- Lamprotornis purpuropterus aenocephalus

## Megjelenése
Hossza 35 centiméter. A felnőtt egyedek tollazata a testen fénylő kék színű, ibolyás fénnyel. Feje fekete, szeme sárgás. Csőre és lábai sötétszürkék.
Farka rokonfajaitól eltérően igen hosszú. Nevét is erről kapta.
A fiatal egyedek tollazata is igen hasonlít az öreg madarakéra, de tollaik mattok és szemük is sötétebb.
Változatos hangrepertoárja van, éles füttyöket és lágy trillákat egyaránt hallat.
|  |

## Életmódja
A nyílt társulásokban őshonos, de ma már előfordul a szántókon, falvakban is. Párokban vagy kis csapatokban táplálkozik a talajon. Rovarokat, más kisebb gerincteleneket, gyümölcsöt, magvakat gyűjt.

## Szaporodása
Bokorra, faodúba vagy sziklaodúba fűből építi gömb alakú fészkét, tollakkal béleli. A tojó 4 tojást rak, melyeken felváltva költenek a hímmel 12 napig. A fészek építésében, a kotlásban és a fiókák nevelésében mindkét szülő részt vesz.

## Fordítás
- Ez a szócikk részben vagy egészben  a   Schweifglanzstar című német Wikipédia-szócikk ezen változatának fordításán alapul.  Az eredeti cikk szerkesztőit annak laptörténete sorolja fel. Ez a jelzés csupán a megfogalmazás eredetét és a szerzői jogokat jelzi, nem szolgál a cikkben szereplő információk forrásmegjelöléseként.